# بخش گرین (شهرستان راس، اوهایو)
بخش گرین (به انگلیسی: Green Township) یک منطقهٔ مسکونی در ایالات متحده آمریکا است که در شهرستان روس، اوهایو واقع شده‌است.
 بخش گرین ۱۱۲٫۵ کیلومتر مربع مساحت و ۴٬۴۹۲ نفر جمعیت دارد و ۲۳۵ متر بالاتر از سطح دریا واقع شده‌است.